# Austin Hilton Convention Center
L'Austin Hilton Convention Center est un gratte-ciel de 115 mètres de hauteur construit à Austin au Texas de 2001 à 2004.
La surface de plancher de l'immeuble est de 83 612 m2 desservi par 18 ascenseurs.
Il comprend 802 chambres d'hôtel de la chaine Hilton et dans les 5 plus hauts étages 93 appartements.
L'immeuble comprend la plus grande salle de bal (ballroom) de la ville.
L'architecte sont les agences Ellerbe Becket et Susman Tisdale Gayle